# Козель, Анна Констанция фон
Графиня Анна Констанция фон Козель, урожденная фон Брокдорф, в браке фон Хойм (нем. Anna Constantia Reichsgräfin von Cosel; 17 октября 1680, Депенау — 31 марта 1765, крепость Штольпен) — фаворитка Августа Сильного с 1705 по 1713 год. В 1706—1715 гг. — хозяйка Пильница. Последующие полвека провела в заточении в Штольпенской крепости как государственная преступница.

## Биография
Анна Констанция фон Брокдорф родилась 17 октября 1680 года в Депенау.

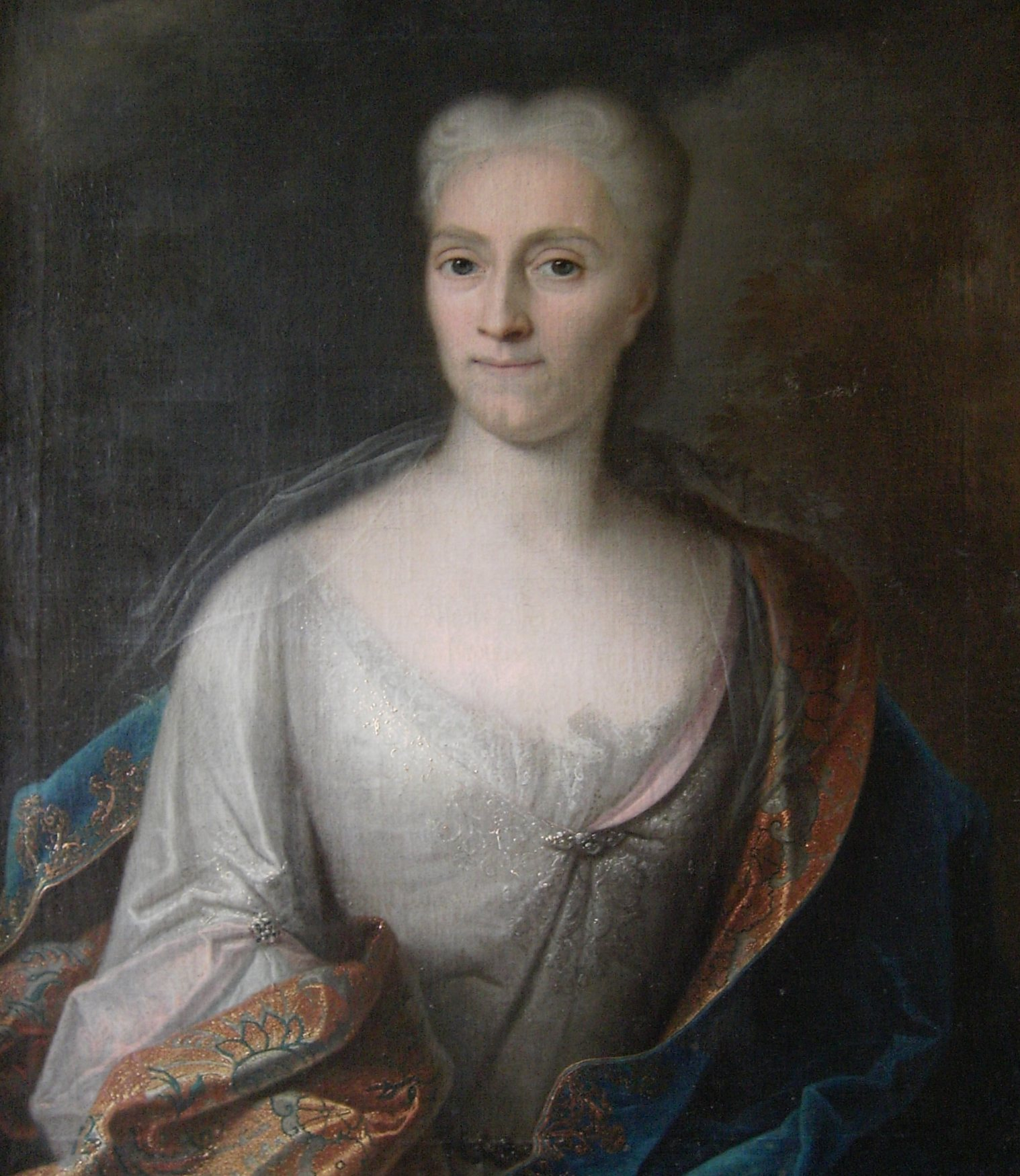
«Графиня Козельская… была пышная, ещё свежая женщина, с очень белой кожей и русыми кудрями; выбившимися из-за помятого чепца» (А. Н. Толстой, «Пётр I»).

Происходила из благородного голштинского рода Брокдорф (Brockdorff), к которому принадлежал, среди прочих, известный фаворит Петра III. С 1694 года находилась в Готторпе в услужении у Софии Амалии, дочери герцога Кристиана Альбрехта. В качестве фрейлины последовала за ней ко двору её жениха в Вольфенбюттель, где обратила на себя внимание вольными нравами. Выслана из пределов княжества после того, как родила ребёнка (согласно одной из версий, от принца Людвига Рудольфа). 
Во время пребывания в Вольфенбюттеле Анна Констанция сблизилась с бароном фон Хоймом, высокопоставленным саксонским чиновником. После четырёх лет сожительства они обвенчались в 1704 году, но семейная идиллия продолжалась недолго: во время пребывания в Дрездене баронесса фон Хойм привлекла внимание любвеобильного курфюрста Августа II. Она не только добилась «отставки» прежней фаворитки, княгини Любомирской, но и получила от Августа письменное обязательство вступить с ней в брак после смерти жены. Когда сама Анна развелась с мужем, император даровал ей титул графини Козельской (1706).
За время своей длительной связи с королём «официальная фаворитка» скопила значительные богатства, которые, будучи прижимиста, избегала тратить. С годами она всё чаще проявляла интерес к политическим вопросам, чем вызывала растущее раздражение у придворных, особенно в католической Польше. Анна Констанция была привержена протестантизму и не одобряла перехода Августа в католичество, тогда как именно католическое вероисповедание был условием возвращения ему польской короны. Когда Август вернулся в освобождённую от шведов Варшаву, польские придворные спешно подыскали ему новую подругу из среды католической шляхты — Марию Магдалену Белинскую.

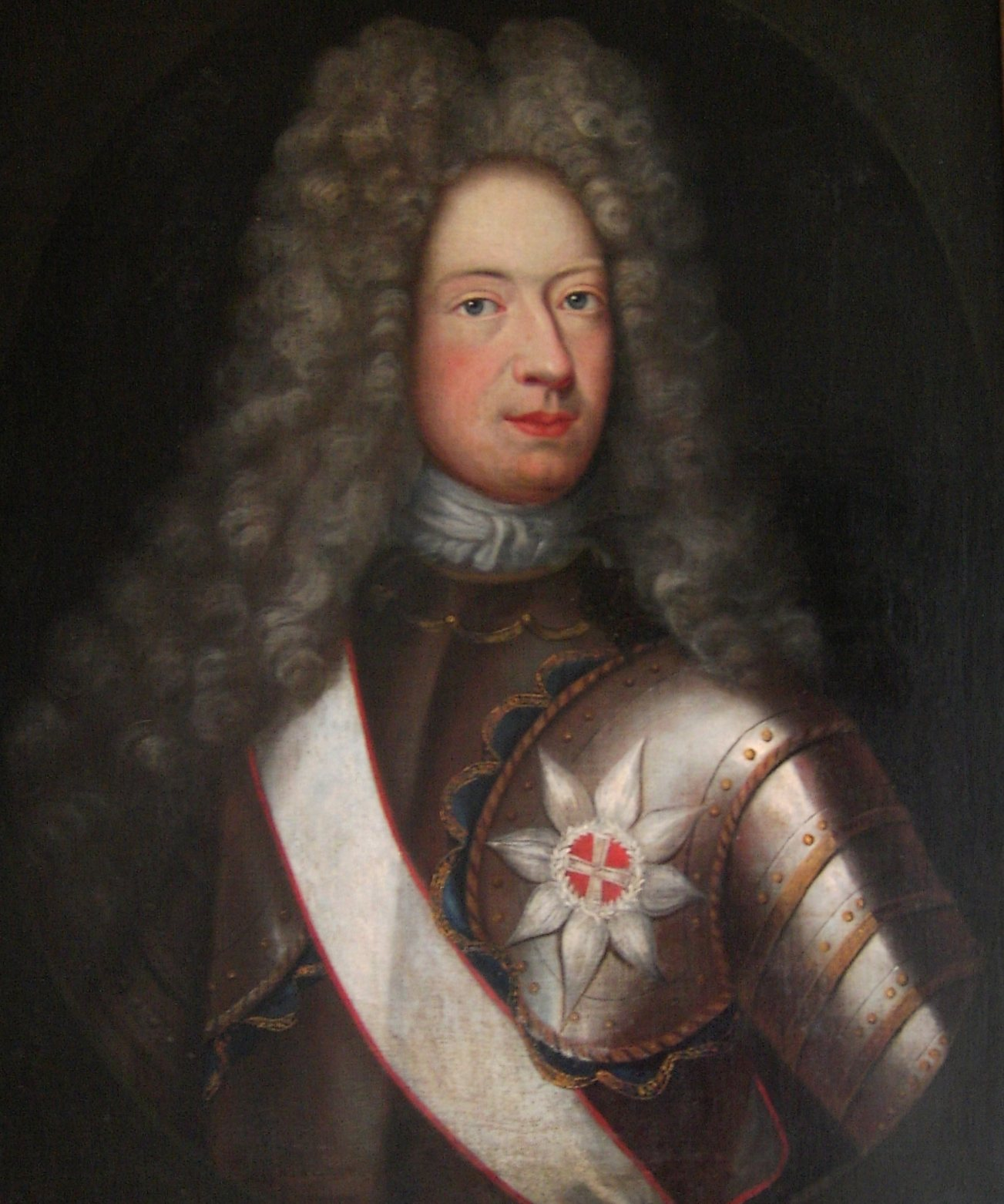
Адольф Магнус фон Хойм, муж

В 1713 году Анна Констанция получила приказание удалиться в покинутый королём дворец Пильниц и никогда не появляться в пределах Польши. Она поощряла алхимические опыты Бёттгера, для которого была оборудована в Пильнице лаборатория, и заказала перевод на немецкий мистического трактата «Пиркей авот». В её личной шкатулке хранились плоды алхимических изысканий — два железных гвоздя с вкраплениями благородных металлов, которые позднее пополнили сокровищницу Веттинов.

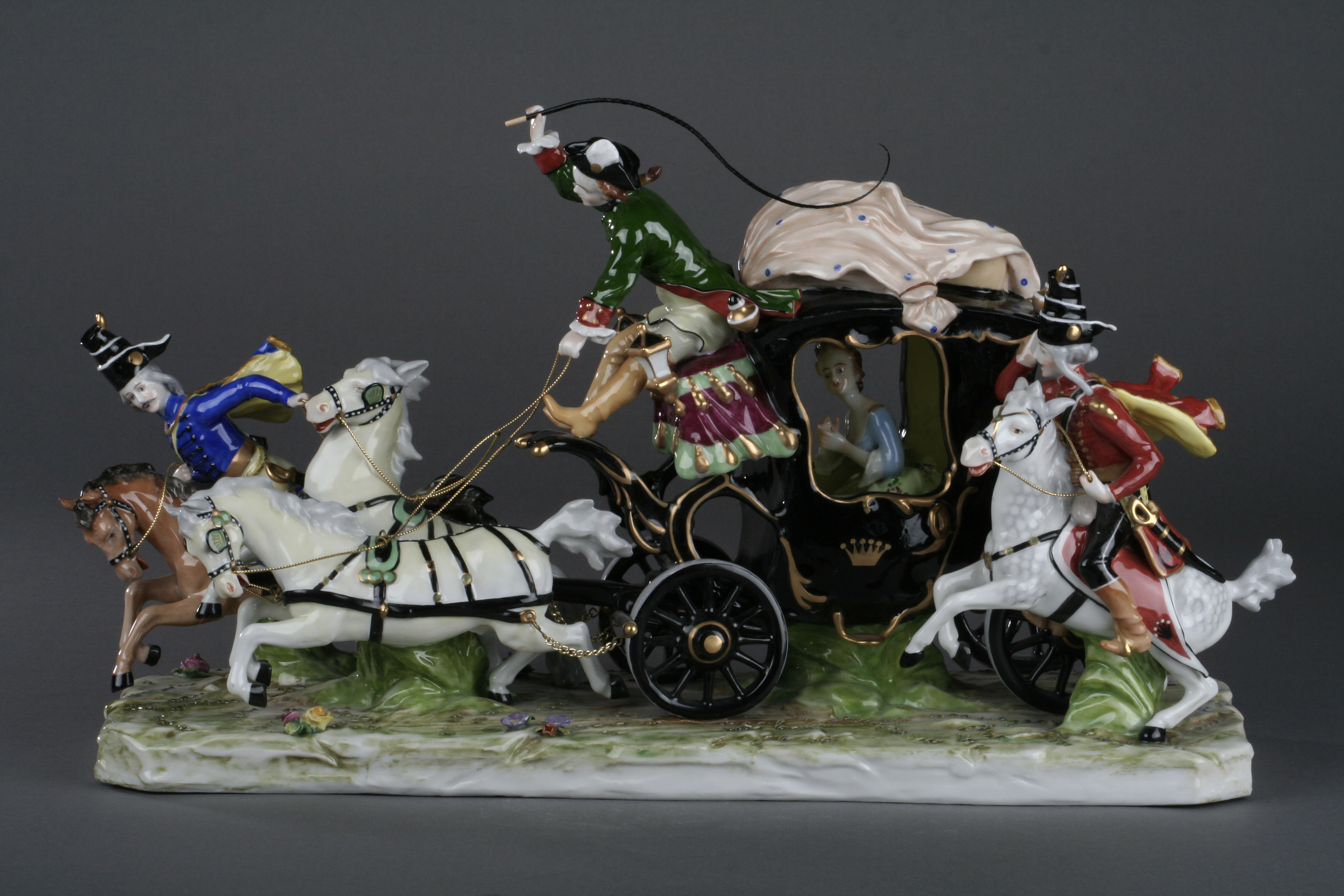
«Побег графини Козель из Пильница» (мейсенский фарфор)

В 1715 году графиня нарушила приказание саксонского монарха и попыталась приехать в Шпандау к своему кузену Рантцау, которому некогда передала на сохранение матримониальную расписку Августа II. Побег графини Козельской был расценён в Саксонии как государственная измена. Король опасался, что неосторожно данное обещание женитьбы будет использовано против него. Беглянка была задержана прусскими властями и обменяна в ноябре 1716 года на нескольких военнопленных.
В последних числах того же года король Август распорядился доставить бывшую подругу в неприступную крепость Штольпен, где она прожила в заключении  до самой смерти. При этом она не пыталась покинуть твердыню даже во время силезских войн, когда саксонский гарнизон был вынужден ретироваться из Штольпена.
Графиня Анна Констанция фон Козель умерла 31 марта 1765 года.

## Дети
От связи с курфюрстом у Анны Констанции родилось трое внебрачных детей, носивших фамилию «фон Козель» и графский титул:
- Августа Констанция (1708—1728), жена графа Генриха Фридриха фон Фризена, наместника Дрездена
- Фредерика Александра (1709—1784), жена Яна Кантия Мошинского; у них сыновья Фредерик Юзеф и Август Фредерик
- Фридрих Август (1712—1770), генерал польской армии, женат на графине Фредерике Христиане фон Гольцендорф.

## Художественные отражения
«Графиня Козель» (поль., 1874) — одна из первых и наиболее популярных повестей польского беллетриста Юзефа Крашевского. По её мотивам в 1968—1969 годах в Польше созданы мини-сериал и кинофильм «Графиня Коссель» с Ядвигой Бараньской в главной роли.
Достаточно ярко графиня Козельская изображена в романе Алексея Толстого "Петр Первый", в качестве тайного агента Августа Сильного ездившая на переговоры с Карлом XII. 

## Исследования
- Gabriele Hoffmann. Constantia von Cosel und August der Starke. Die Geschichte einer Mätresse. Verlag Bastei Lübbe, Bergisch Gladbach, 2007. — ISBN 978-3-404-61118-8
- Gabriele Hoffman:n. «Die vollkommenste Frau von Welt.» Die Gräfin Cosel und andere Mätressen. In: Frauen machen Weltgeschichte. S. 167—191. — ISBN 978-3-8361-1014-3